# سرسبز ۶۲۳۶
سیارک ۶۲۳۶ (به انگلیسی: 6236 Mallard، نامگذاری:1988WF) شش هزار و دویست و سی و ششمین سیارک کشف شده‌است که در ۲۹ نوامبر ۱۹۸۸ کشف شد.
قدر مطلق سیارک برابر ۱۲٫۷۰ است.